# Effigia
Effigia es un género extinto representado por una única especie de saurópsido rauisuquio que vivió en el Triásico Superior, en lo que hoy es Nuevo México, Estados Unidos. Este animal de 2 metros de longitud fue recuperado por Edwin H. Colbert en bloques de roca de la cantera de Ghost Ranch, que fueron excavados entre 1947 y 1948. Sin embargo, Colbert no pensó que hubiera allí grandes vertebrados aparte de los dinosaurios terópodos basales en la cantera, así que ni siquiera abrió las envolturas de yeso de muchos de los bloques que fueron luego enviados al Museo Americano de Historia Natural.

## Descubrimiento
El fósil fue redescubierto por el estudiante graduado Sterling Nesbitt en el Museo Americano de Historia Natural. Nesbitt abrió las envolturas de los bloques para encontrar nuevos especímenes de Coelophysis. Al encontrar los restos de Effigia, él reconoció instantáneamente que no era un dinosaurio y procedió a localizar el resto de los bloques procedentes del área de la cantera. Nesbitt y Mark Norell, curador del museo, lo denominaron Effigia okeeffeae en enero de 2006 en honor de Georgia O'Keeffe, quien pasó muchos años en Ghost Ranch (y cuyas cenizas fueron esparcidas allí).

## Convergencia
Effigia es notable por ser extremadamente similar a los dinosaurios ornitomímidos. Nesbitt, en 2007, mostró que Effigia era muy similar a Shuvosaurus, que era definitivamnete un miembro del grupo de crurotarsos Suchia (en la línea que conduce a los crocodilianos modernos), y que su parecido a los ornitomímidos representa un caso de evolución convergente "extrema". Nesbitt también demostró que Shuvosaurus era el mismo animal que Chatterjeea, y que pertenecía a un clado exclusivo de suquios cercanamente relacionados como Shuvosaurus y Poposaurus (Poposauridae). Dentro de este grupo, Effigia forma un clado aún más exclusivo con Shuvosaurus y el Sillosuchus de Suramérica (Shuvosaurinae). En 2007, Lucas y colegas sugirieron que Effigia era un sinónimo más moderno de Shuvosaurus y usaron la nueva combinación Shuvosaurus okeeffeae para este animal.